# Mitrella guttata
Mitrella guttata är en snäckart som beskrevs av Sowerby 1832. Mitrella guttata ingår i släktet Mitrella och familjen Columbellidae.

## Underarter
Arten delas in i följande underarter:
- M. g. guttata
- M. g. baileyi